# المرأة في كوريا الشمالية
سنت كوريا الشمالية قوانين مثل قانون المساواة بين الجنسين، وقانون العمل، وقانون تأميم الصناعات الأساسية، وعلى الرغم من أن هذه الأنظمة الاجتماعية لم تكن ناجحة تماما، إلا أنه قد تم دمجها في الحياة اليومية لمساعدة النساء. قدمت الإصلاحات المنفذة حقوقاً للمرأة في العمل، وحقوق الوراثة وتقاسم الممتلكات، وحقوق الحرية في الزواج والطلاق، كما حظرت كوريا الشمالية تعدد الزوجات. صادرت الدولة جميع الأراضي التي يمتلكها القطاع الخاص، وقضت على التمييز بالممتلكات. تشارك نساء كوريا الشمالية اليوم مع مجموعة متنوعة من القوى العاملة، وهناك عدد كبير من النساء في مناصب عليا. أيضا، هناك العديد من المنشآت للمرأة بما في ذلك منتجع المرأة ومنازل الراحة، ومستشفيات الولادة، بالرغم من هذا فهي متاحة فقط للنخبة.
ما زالت نسبة النساء مقارنة بالرجال في الوظائف ذات الأجور المرتفعة أقل بكثير منهن في الوظائف ذات الأجور المنخفضة. وبالإضافة إلى ذلك، فإن معظم النساء في المناصب العليا في المجتمع إما أن يكونوا من أقارب أو زوجات كبار القادة. بغض النظر عن الإصلاحات التي تحاول إضعاف الهياكل الاجتماعية للنظام الأبوي، فالأجواء السياسية هي مثال على بنية النظام الأبوي نفسه، وتهدف هذه الإصلاحات إلى حله. وهذا يبرهن على مدى استمرارية تأثير وتغلغل للمبادئ الكونفوشيوسية الجديدة في السياسات الاجتماعية والسياسية. في حين أن معظم الدول الآسيوية الأخرى حاولت إبعاد مجتمعهم المعاصر عن مفاهيم الكونفوشيوسية الجديدة، إلى إن كوريا الشمالية قد تبنتها إلى حدٍ كبير.ووفقا لهذه المعايير، بقي نظام كوريا الشمالية إلى حد كبير مقسم وغير متكافئ.

## قبل تقسيم كوريا
في مملكة جوسون، كان يُتوقع من النساء أن يلدن وريث ذكر رديف لضمان استمرارالعائلة، وكان للمرأة فرص قليلة للمشاركة في الحياة الاجتماعية والاقتصادية أو السياسية للمجتمع. كانت هناك بعض الاستثناءات للقيود المفروضة على دور المرأة. على سبيل المثال، يتم استدعاء الشامان الإناث لعلاج الأمراض عن طريق طرد الأرواح الشريرة بعيدا أو للصلاة من أجل المطر خلال فترات الجفاف أو لأداء العرافة والكهانة.
قبل  دخول عصر أسرة يي  والكونفوشيوسية الجديدة، كانت النساء نسبيا يملكون مزيد من الحقوق والحرية. ملكت النساء خلال فترة شيلا مناصب ومنازل أعلى (حتى وإن لم تكن مساوية  للتي يملكها الرجال) في المجتمع مع  الكثير من الحقوق القانونية بما في ذلك الحق في أن تعتبر رب أسرة. وعلاوة على ذلك، خلال فترة كوريو،  سمح للنساء الزواج مجددا وكذلك أصبح التساوي في الممتلكات والميراث بين الرجل والمرأة مقبولا تماما.
لكن، مع دخول كوريا لعصر الأسرة يي، الأيديولوجية الكونفوشيوسية، تم الالتزام بها بقوة في المجتمع وأثرت بشكل كبير على أدوار الرجال والنساء. فصل الذكور والإناث منذ سن السابعة، وذلك بأن يقتصر وجودهم على مناطق محددة من المنزل: القسم الخارجي (sarangcha) للذكور والجزء الداخلي (ancha) للنساء. ووفقا للمعايير الكونفوشيوسية الكورية، «امرأة فاضلة تطيع الرجال طوال حياتها: في الشباب تطيع والدها، وعندما تتزوج تطيع زوجها، وإذا مات زوجها، كانت تخضع لابنها.»
تلقى عدد قليل من النساء أية تعليم رسمي في المجتمع الكوري التقليدي. بعد افتتاح كوريا اتصالات والعلاقات الأجنبية في أواخر القرن التاسع عشر، ومع ذلك، أنشئت الإرساليات المسيحية مدارس للبنات، وبالتالي السماح الإناث الكورية الشابة من أي طبقه بالحصول على التعليم الحديث مع تأثير سلهاك (Silhak)، دونج هاك، والفكر الغربي، ركز على ذات الأولوية في مجال حقوق الإنسان والمساواة. وبالتالي في عام 1886، أسست مدرسة (EWHA)  " "EWHA Haktang كمدرسة أولى للمرأة العصرية. وردا على شنيانغ-هو (رابطة شنيانغ) وتركيزهم على تعليم المرأة، في عام 1908، أنشأت الحكومة أول مدرسة عامة للفتيات  «تدعى مدرسة هانسونغ لبنات الثانوية».
خلال الفترة الاستعمارية اليابانية، 1910-1945، شهدت النساء الكوريات بعض التغيرات الاجتماعية تشبه إلى حد كبير ما يفعلنه النساء العالم الغربي. فتح التحضر والتحدث في أوائل القرن 20الفرص أمام النساء في القوى العاملة، حيث انتقلت النساء من المناطق الريفية إلى المدن لبناء حياة جديدة لأنفسهم، وغالبا ما يحاولون الحصول على عمل في المصانع حيث إن  رواتب العمل منتظمة (ظاهرة جديدة بالنسبة للمرأة من المزارع الريفية)، التي في كثير من الأحيان ترسل إلى المنزل لإكمال دخل أسرهم. وكان لفتاة المدينة إحساس مكتشف حديثا من الاستقلال وتقرير المصير في العمل والحياة في المدينة. ومع ذلك، فإن ظروف العمل السيئة وساعات طويلة في أوائل القرن 20, كانت المصانع غالبا ما تكون محدودة النجاح والسعادة.
تلقت نساء أخريات فرص أكثر حظا للتعليم في المدارس الثانوية في المناطق الحضرية. كما أن البعض كان لديه فرصة للدراسة في الخارج بالعديد من المؤسسات المرموقة في اليابان. كونت المرأة قطاعا جديدا في النخبة الاجتماعية وكانت من المشاركين في ثقافة الإستهلاكية. كما أطلق على المرأة اسم «الفتيات الحديثة،» وذلك لاستفادتهم من الفرص الجديدة التي أعطيت لهم في عام 1920و 1930. كما تخطت حدود الطبقة الزراعية عن طريق الزواج من المهنيين في المناطق الحضرية، وشاركت في ازدهار الفن الحديث ومسرح الثقافة، وتخلت عن الهانبوك التقليدي الكوري  واتجهت للملابس الغربية. في حين أن الغالبية العظمى من النساء الكوريات ما زالوا يعيشون حياة تقليدية، وساهمت هؤلاء «الفتيات الحديثات» في تحويل المشهد الثقافي إلى مشهد أكثر معاصرة والأممية.
على الرغم من أن العديد من هذه الفرص لم تكن متاحة للمرأة في الريف، فعاما1920و 1930 أحدثت تغيرات إيجابية في المناطق الريفية. حيث دربت المرأة وتعلمت على نطاق أضيق، وكانت هناك تحركات للقضاء على الأمية. هذه الحركات نحو التعليم في جميع أنحاء الأطياف الاجتماعي والاقتصادي وفي وقت لاحق أدخلت وشجعت الأنشطة الشيوعية الكورية الشمالية، وساعدت في انتشار المثل الشيوعية وجعلها أسهل لتثقيف الناس وحشدهم حول الشيوعية. وكانت النساء أيضا أكثر انخراطا في المجال العام –مع استمرار التغييرات التي تمت خلال الفترة الاستعمارية.

## بعد التقسيم
خلال ثورة كوريا الشمالية، 1945- 1950
تغير الوضع الاجتماعي ودور المرأة جذريا بعد عام 1945. وقبل الحرب الكورية 1950-1953، حيث بدأ النظام الشيوعي في كوريا الشمالية بإعادة ترتيب المجتمع الكوري التقليدي ليعكس المجتمع الشيوعي المثالي. منح النظام الشيوعي في كوريا الشمالية النساء مناصب ذات أهمية ووكالات في مجتمعاتهم المحلية  وذلك في جهودها الرامية إلى تعزيز المساواة. وكان أحد الأمثلة على ذلك نظام (inminban)  وهو عبارة  عن وحدات حوالي 20-30 عائله التي كانت غالبا ما تكون بقيادة النساء. حيث أخذت هؤلاء النساء رعاية صيانة المباني والأموال، وكما تبقى العين على حياة ناخبيها عموما. ووفقا للحكومة «، يجب على رئيس (inminban) أن يعرف كم من عيدان تناول الطعام وعدد الملاعق هي في كل بيت.» ويمكن للنساء أيضا التبليغ عن  أي الأنشطة المشبوهة للشرطة وأجرى عمليات تفتيش عشوائية.
ساهم هؤلاء القادة (inminban) بشكل مباشر القضية وثقافة المراقبة الشيوعية، والتي تخدمهم في الأدوار القيادة جنبا إلى جنب مع نظرائهن من الرجال.
أطلق النظام أيضا منشورات خاصة فيما يتعلق بالمرأة، وجوسون Yeoseong،  وذلك من أجل مواصلة تثقيف النساء في المثل الشيوعية. كما تتضمن المنشورات نصائح منزلية ونصائح الصحية، ومواد التعليمية، والدعاية السياسية.
كان للمرأة فرص أخرى للمشاركة في الثقافة السياسية الوليدة في كوريا الشمالية. شجع النظام الشعب على الانضمام إلى مجموعات مختلفة - كما كانت المنظمات النسائية قوية وطموحة. وكانت إحدى هذه المنظمات الجامعة الاشتراكية للمرأة الكورية، والتي قدمت مطالب لحكومة كوريا الشمالية للحصول على إجازة أمومة مدفوعة الأجر وإلغاء التمييز في الأجور وأيضا كانت مسؤولة عن التغيرات الاجتماعية الأخرى التي شملت التعليم والخدمات ما قبل الولادة، ومحاضرات النساء. من خلال منظمات مثل هذا، كان للمرأة قدرا من القوة في ظل النظام الكوري الشمالي. ومع ذلك، كانت النساء ليست بالضرورة حره تماما، وكانت حقوقهم محدودة. عقد النظام على إحكام قبضتها على الحياة اليومية للمرأة أثناء الثورة. على سبيل المثال، أعطت الدولة للنساء جدول نموذجي ليحتذين به، والذي يطلب من النساء طهي الطعام والتنظيف ويسمح لهم بوقت شخصي في نهاية اليوم لمدة ساعة ونصف فقط. ويتوقع منهم أيضا أن يحققوا  التوازن بين واجبات ببراعة في المنزل مع واجبات لمنظماتهم، وتبرهن هذه المهمة  على كونها مرهقة جدا وشبه مستحيلة.
أيضا أسهم عدد كبير من النساء في الاقتصاد خلال الثورة الكورية الشمالية. أخذت النساء أدوار كالصحفيين، والمعلمين، وكتبة، وأكثر من ذلك. يفكرن هؤلاء النساء بالمستقبل وفي الأسباب التي دفعتهم إلى التواجد في القوى العاملة، وعبر بعضهم عن رغبته في أن يكونوا الرواد لسيدات الأعمال في المستقبل. كما أنهم لا يزالون يرون المشاركة اقتصاديه كمعركة شاقة، وذلك لتركيز النظام على واجبات المرأة في المنزل. لذلك، على الرغم من أن المرأة تتمتع بالقوة السياسية والاقتصادية في بعض النواحي، إلا أنها لا تزال مرتبطة المنزل أيضا، وعزز هذا  التفاوت في نهاية المطاف الأدوار التقليدية للجنسين فقط، على الرغم من أن الحكومة الشيوعية أكدت على أهمية المساواة بين الجنسين.
أصبح دور المرأة الثوري أيضا مرتبطة بالأمومة، وهذا يعني النساء أن اعتبرت كأبطال للثورة، ولكن فقط كأم الذين يربون بشكل مناسبة الأطفال للاشتراكية.اعتبرت الأمهات باسم «نموذج للتضحية لمعظم المواطنين»، ولكن على الرغم من هذا الموقف الأيديولوجي النبيل، اقتصرت صورة الأمهات إلى المنزل وإلى الطبقات الاجتماعية الدنيا. اعتمدت الحكومة على الأمهات لغرس القيم الشيوعية القوية في أبنائهم ودعم النظام على المستوى المحلي الأكثر أساسية. وهكذا، بالنسبة لمعظم النساء، كانت تضع قوتها في المنزل، وليس في مكان العمل أو المجال السياسي. خلال الأشهر الثلاثة الأولى من الحرب الكورية، انشأ الجيش الشعب الكوري منظمات النسوية مشابهة لتلك في الجنوب خلال احتلالها لكوريا الجنوبية.
بعد الحرب الكورية
بعد الحرب الكورية، كانت نسبة السكان بين الكوريتين مختلفة جذريا بسبب «القصف الشديد والتفجير الذي أحدث خسائر كبير في كوريا الشمالية الذي لم يترك خلفه إي» أهداف لتضرب، وهو ما لم يحدث حتى في فيتنام«. ثانيا،» فقدت جمهورية كوريا الشعبية الديمقراطية 12-15 في المائة من سكانها خلال...الحرب أكثر من النصف بقليل كم أن معظم القتلى من الكوريين كانوا رجالا «. واستخدمت كوريا الشمالية هذا» لمحاربة الإرث (في)الحقبة الاستعمارية. «بسبب هذين العاملين، اثر على مركز المرأة بجمهورية كوريا الديمقراطية الشعبية .ولتطوير كوريا الشمالية كان النمو السكاني مهم وحرج. شجعت نساء على ارتفاع معدل المواليد، جزئيا وذلك بجعل الحصول على وسائل منع الحمل والإجهاض صعبا». واعتبر أنه من غير المقبول اجتماعيا للمرأة أن لا يكون لديها  أو كونها لا ترغب بالأطفال.
كان دور المرأة لا يقل أهمية عن الرجال. أكد دستور 1972أن "النساء يشغلن المكانة الاجتماعية على  قدم المساواة والحقوق مع الرجل." والحقيقة أن المرأة تشغل نفس الأدوار في المجتمع والاقتصاد ويمكن ملاحظتها وذلك حينما" زادت نسبة النساء العاملات بسرعة، مع" المساواة في الأجر (لقاء العمل المتساوي)ومعاملة خاصة ". بالإضافة إلى ذلك، دور المرأة أصبح أكثر أهمية في المجتمع  ويمكننا ملاحظة إن منزلتهم أصبحت أعلى من كونهم ربات منازل بسيطات . وينص دستور 1990على أن تصنع الدولة ظروف المختلفة للنهوض بالمرأة في المجتمع. حيث إن المبدأ، كوريا الشمالية يدعم بقوة المساواة بين الجنسين وإنشاء السياسات المختلفة بشأن تحرير المرأة، ولكن لا تزال الناحية العملية في كوريا الشمالية على النظام الأبوي والمجتمع الجنسي.
عندما تأسست كوريا الشمالية، بدأت بتطبيق مبادئ الشيوعية من المساواة بين الجنسين. تعتقد كوريا الشمالية إن بإمكانها الحصول على المساواة بين الجنسين من خلال التحرر الاقتصادي ومشاركة المرأة في الإنتاج الاقتصادي. على سبيل المثال، قال كيم إيل سونغ: «لا يمكن للمرأة ... ان تحقق التحرر الكامل إلا إذا كانت تسعى مع ما لا يقل من الإخلاص والوعي عن الرجال من أجل حل المشاكل الناتجة عن جبهات الإنتاجية للمصانع والمناطق الريفية» وكان لغرض نقل واجبات المرأة خارج الأسرة إلى الأعمال الإنتاجية للدولة. وبالتالي، من الناحية النظرية، يمكن للمرأة أن تحصل على مناصب اجتماعية مختلفة من خلال الأدوار غير التقليدية مثل العمل المدفوع.
التزم قادة كوريا الشمالية بتغيير الأسرة التقليدية والاقتصادية، والنظم الاجتماعية  كما وضعت ترتيبات القانونية والاجتماعية جديدة التي تعزز المساواة للحقوق للرجال والنساء. أعطيت الفرص السياسية للمرأة، وخصوصا في المراتب الدنيا من نظام السلطة. بغض النظر عن ذلك، «فمن الصعب القول إن النساء في كوريا الشمالية قد حققوا المكانة الاجتماعية والاقتصادية مساوية للرجل.» وبينما خطت خطوه اقتصادية لتحسين وضع المرأة، فمن الواضح أن النساء في كوريا الشمالية لا تملك قوة متساوية من الممتلكات بالمقارنة مع الرجل الكوري الشمالي. تعطى المرأة المهن منخفضة الأجور، مما يسمح للرجال بأن يصحبوا المصدر الرئيسي لدخل الأسرة الكورية الشمالية. صنعت البنية الأسرية التي تعتمد على الرجال، بسبب الدفع الأعلى للرجال أكثر من النساء
الرجال يتماثلون باعتبارهم كاسب أساسي والنساء ككاسب جانبي المال. على هذا النحو، اتبعت النساء  نهج الزواج  من أصحاب الدخل المرتفع ميلاً لترك وظائفهم وكما أن غالبية النساء المتزوجات يعملون في منازلهم. ونتيجة لذلك، هناك انخفاض واضح في القوى العاملة من النساء، أصبحت اغلبيه النساء تعتمد اعتمادا كبيرا على أزواجهن. وجد هذا الاتجاه بوضوح طوال تاريخ الكوري، ولها جذور عميقة في المثل كونفوشيوس. بل أيضا من الصعب جدا أن نرى الكثير من النساء تشغل منصب ذات سلطة في كوريا الشمالية. تشغل النساء ثلث المناصب التمثيلية في المستويات الأدنى من السلطة، ومع ذلك، لا تتولى  المستويات الأدنى أية سلطة على القرارات الرئيسية. «كما  ثبت في أحد المنظمات الأكثر قوة مثل اللجنة المركزية (CC) و (اللجنة السياسية)المكتب السياسي لمؤتمر حزب العمال الكوري والمجلس الإداري (مجلس الوزراء)، يصبح من الواضح أن عدد قليل جدا من النساء يشغل مناصب ذات سلطة.» لما كانت المرأة لديها بالكاد أي منصب في المناصب العليا للسلطة، وأنها غير ممثله بشكل جيد ولا تحمل أي سلطة حقيقية على الحكومة. على الرغم من أن وضع المرأة قد تغير في المجتمع منذ عصر تشوسون،  ولكن لا تزال ثقافة كونفوشيوس متجذرة بعمق وواضحة جدا في المجتمع الكوري الشمالي المعاصر.
حركة تشوليما (الحصان الطائر)
حركة Ch'ŏllima ((Ch'ŏllima بمعنى "الحصان ثاوزاند ري" ولكن تترجم لـ ("الحصان الطائر")  بدأت الحكومة الكورية الشمالية حملة التعبئة الجماهيرية حركة تشوليما لترسيخ قوتها في أواخر 1950. تركز حركة تشوليما على سياسات المرأة، اجتماعيا  في  كوريا الشمالية، كالأعمال المنزلية النساء وشاملة لمساعدة دور الحضانة ورياض الأطفال ومغاسل الملابس، وصناعة المواد الغذائية بكفاءة. وقال أحد أعضاء الاتحاد النسائي في التنشئة الاجتماعية للعمل المنزلي في كوريا الشمالية "كمربيه الأطفال على نفقة الدولة". إذا كان هناك ضغط  لكي الملابس[ينبغي عليها القيام به] فإنها تذهب إلى المغاسل. وقد تم تطوير صناعة المواد الغذائية، لذلك الطعام يمكن شراؤه في أي وقت، لذلك ما الذي تبقى للقيام به داخل الأسرة؟ ". زادت تشوليما حملة التعبئة الجماهيرية في عدد من العمالة النسائية. نمت العمالة النسائية مع معدل أكثر من 19 في المائة بين عامي 1956 و 1964، مما أدى إلى وصولها  لـ 49 في المائة من إجمالي القوى العاملة. كذلك بين عامي 1963 و 1989، ارتفع عدد من المهنيين والفنيين الإناث  10.6 مرات، بينما تزايد المهنيين الذكور فقط 2.5 مره. مع هدف لمواصلة رفع هذه الإحصاءات ألايجابية، كان النساء يحظون بالتشجيع أكثر وأكثر على العمل من أجل تحقيق المساواة، حتى وإن لم يكن كبار، كالرجال.
إحصائيات
بيانات من عام 1980 تشير إلى أن النساء يشغلن 56٪ من القوى العاملة في القطاع الزراعي، و 45٪ في القطاع الصناعي، و 20٪ في قطاع التعدين، و 30٪ في الحراجة، و 15٪ في الصناعات الثقيلة و 70٪ في الصناعة الخفيفة. يهدف التركيز الشديد على الصناعات الخفيفة إلى رفع مستويات المعيشة الفقيرة ومكافحة النقص الواسع الانتشار من السلع الغذائية والاستهلاكية. في عام 1989، أعلنت كوريا الشمالية «عام الصناعات الخفيفة» وتحول عدد أكبر من النساء من الصناعات الثقيلة إلى الصناعات الخفيفة. بلغت نسبة النساء 80٪ من معلمي المدارس، ولكنها منخفضة جدا في الساحة الجامعية. على سبيل المثال، في جامعة كيم ايل سونغ، يشكلن النساء 10٪ من أعضاء هيئة التدريس و25 -30٪ من الطلاب. شكلت النساء بين المهنيين والفنيين 14.6٪ فقطفي عام 1963، ولكن في عام 1989 كانت نسبة النساء أكثر من 37 في المائة. ارتفع عدد المهنيين والفنيين الإناث 10.6مرات بين عامي 1963 و 1989 في حين أن الذكور فقط زادوا 2.5 مرات.

## قوانين تعزيز التغيير الاجتماعي على النساء كوريا الشمالية
أصدرت اللجنة الشعبية المؤقتة القوانين مختلفة لتعزيز التغيير الاجتماعي، مثل قانون بشأن إصلاح الأراضي، وقانون المساواة بين الجنسين، وقانون العمل وقانون تأميم صناعات الأساسية.
وكان التغيير الأكثر تقدما في الوضع التقليدي للمرأة هو قانون المساواة بين الجنسين، حيث أعلن عنه في 30 يوليو تموز 1946. وأكد هذا القانون على المساواة الحقوق في جميع المجالات، والزواج الحر والطلاق، والمساواة في حقوق الوراثة والممتلكات وتبادل الممتلكات في حالة الطلاق. وأنهى الزيجات المدبرة، وتعدد الزوجات، التسري، ونظام المتعة المهني شراء وبيع النساء والدعارة ".
حدد قانون العمل في كوريا الشمالية حقوق المرأة في العمل. المواد من 14 إلى 17نصت على حقوق الأمهات والنساء الحوامل، بما في ذلك سبعة وسبعين يوما من إجازة أمومة بأجر كامل، ويدفع لها حتى في استراحات الرضاعة للطفل أثناء العمل، وحظر العمل الإضافي أو العمل ليلا للنساء الحوامل أو المرضعات، وهذا التنازل للنساء الحوامل جعل العمل أسهل مع المساواة في الأجر ".
وبالإضافة إلى ذلك، تأميم الصناعات الأساسية إضعاف قانون القوة الاقتصادية للبطريرك خلال القضاء على الملكية الخاصة. "
خلافا لما حدث في كوريا الجنوبية حيث كافحت النساء لإلغاء النظام الإقطاعي الأسري، استبدال الاتحاد النسائي الديمقراطي لكوريا الشمالية نظام التسجيل الأسري بناء على نسب الذكور (نظام الأسرة الإقطاعية) مع نظام التسجيل مواطن جديد.  بالتالي، أعطي للنساء مزيد من السلطة في شراء وتملك الأراضي.
نتيجة لهذه التغيرات في المجتمع وبنية الأسرة  التي تغيرت جذريا عن النظم التقليدية. اختفت القبائل في نهاية المطاف، تم تدمير نظام النسب- دفتر العائلة تماما، وبدأ نظام الأسرة النواة في الظهور. مما يجعل المرأة في المجتمع أكثر تساويا للرجل.
على الرغم من أن هناك قوانين جديدة تم إنشاؤها لجعل المرأة أكثر مساواة للرجل، فمن المستبعد القول أن النساء في كوريا الشمالية مساوية تماما للرجل في المجتمع. توسعت الفرص المتاحة للمرأة بشكل كبير، ولكن في بعض الجوانب لا تزال غير متساوية مع الرجل في المجتمع. هناك أدلة على أن الذكر يحصل على اجر أعلى من الإناث في كوريا الشمالية. وبالتالي، فإن الفرق في الأجور يعكس التمثيل الغير العادل للمرأة في مختلف الهياكل المهنية، وهو ما يشير إلى التقسيم الجنسي للعمل.

## عسكري
في أوائل عام 2015، قررت الحكومة الكورية الشمالية جعل الخدمة العسكرية إلزامية لجميع النساء الذين يعيشون داخل حدود البلاد. والقصد من ذلك هو تحسين القوات العسكرية المتضائلة في البلاد. وبالنسبة للنساء الذين تتراوح أعمارهم بين 17 و 20  اللاتي تخرجن من المدرسة المتوسطة والثانوية، التجنيد الآن هو شرطا. قبل عام 2015، عملت النساء فقط على أساس اختياري، في حين كانت دائما يضطر الرجال لخدمة. على الرغم من أن مدة الخدمة لا تزال تختلف، للنساء حيث أنهم يصبحوا حرين من الجيش في سن الـ 23 والرجال ملزمون لمدة عشر سنوات. اقترحت هذه المبادرة لسد النقص ورأى الخسائر في 1990 خلال المجاعة في كوريا الشمالية، وذلك عندما شهدت البلاد الموت على نطاق واسع، وانخفاض معدل المواليد، وارتفاع معدل وفيات الأطفال. وقد أدى هذا التوجيه إلى الكثير من القلق، كما نرى في معظم الأسر الكورية الشمالية، يجلب النساء المال من خلال العمل في مؤسسات تجارية غير مشروعة.
في عام 2003، في الجمعية الشعبية العليا السنوية، منحت الحكومة مهلة صغيرة لإفراد الجيش، وحدت من الفترة للرجال 10-13سنوات، وبالنسبة للنساء 7-10 سنوات.

## الطبقات والطوائف
على الرغم من أن المسئولين الحكوميين لكوريا الشمالية قامت علنا بالادعاء بأن كوريا الشمالية كدولة هي مجتمع غير طبقي بحت، وأثبت البعض خلاف ذلك. حيث كان هناك فرق واضح بين المواطنين الأثرياء والمتعلمين، وجميع الأقوياء السياسية، بالمقارنة مع الضعفاء سياسيا. كان هناك توزيع غير متكافئ وواضح للثروة والامتيازات في جميع أنحاء كوريا الشمالية. واضطرت كوريا الشمالية إلى إن تضع تقسيمات فرعية وفقا لتاريخ العائلة والأصل. في أي وقت من الأوقات إذا ارتكب عضوا في أسرة معينة جريمة من أي نوع، تعاني العائلة بأكملها من جريمتهم،  وذلك بأن تصبح أكثر انخفاضا في المكانة.  لم توضع المرأة أبدا على قدم المساواة التامة للرجل.فالرجال لديهم ميزة أفضل بكثير تتقدم من خلال القوى العاملة غير عن النساء من الطبقة الدنيا. وينظر إلى نساء الطبقة السفلية بعد الانتهاء من مسيرتهم المهنية بان تصبح متزوجة، وليس هذا هو الحال بالنسبة للرجال. من ناحية أخرى، تحصل النساء القادمات من عائلات ذات مكانة عالية على الكثير من الفرص.

## تقسيم العمل
في كوريا الشمالية، تتم الأعمال اليدوية الثقيلة تقليديا من قبل الرجال، ويتم تعيين أعمال خفيفة للنساء. وهذا محدد سلفا من العمل الوظيفي للدولة وذلك وفقا لحكم الدولة من سمعة الأسرة، والقدرة، مجموعة من المهارات. على سبيل المثال، قد يكون من المستبعد جدا للدولة تعيين عائلة ثرية مع التعليم العالي للعمل بالإعمال اليدوية المستمرة واعتباره عامل منجم. في نهاية المطاف، للرجال والنساء من كوريا الشمالية لكل مواطن حرفه يجب إن يتم احتسابها بشكل كامل وتتداول قبل سلطة خارجية.

## دورها في الأسرة
لقد تغير دور المرأة في مجال الأسرة وفي المجال العام عدة مرات في نهاية الحرب العالمية الثانية  وحتى يومنا هذا. بعد الحرب، تم تسجيل المرأة في الاقتصاد الاشتراكي وفي أعداد كبيرة، ولعبت دورا رئيسيا في إعادة بناء البلاد. ولكن مع تحسن الاقتصاد في العقود التي تلت ذلك، قلت الحاجة للمرأة في القوى العاملة، وبرزت خطوة واهتمام نحو المزيد من الأدوار التقليدية. منح موظفي الدولة حصص الإعاشة ومعظم العائلات عشت على ذلك. ولكن خلال المجاعة في كوريا الشمالية في 1990، هذه الحصص، والمعروفة باسم نظام التوزيع العام، نفذت وكان على الأسر البحث في أي مكان آخر للحصول على الدعم المالي. الرجال، على الرغم من أنها لا تستلم الأجر ،  إلا إن الحاجة لا تزال تدعوهم لحضور وظائفهم الحكومية. وتعتمد الحكومة التي تعاني ضائقة مالية اعتمادا شديدا على العمل الحر الذي يحصلون عليه من الرجال وأنه من غير المرجح أن تتوقف عن هذه الممارسة العملية في أي وقت قريب. وبالنسبة للرجال لتحرر من العمل، فإنها في الواقع يجب عليهم أن يدفعوا لصاحب العمل ما بين 20 و 30 ضعف الراتب، للسماح لهم بتولي، وظائف أخرى أكثر ربحية، مثل أعمال الترميم. ولا يزال هذا  المبلغ  مطلوب حتى وان كان غير قادر على تحمل تكاليف شراء الطعام وان لم يدفعوا فهم يعاقبون مع الوقت بالسجن. ويشاع أن نساء الأسرة هم التي يقررن ما إذا  كانت مهارات الرجال جيدة بما فيه الكفاية للقيام بذلك.
بدأت الأسواق غير المشروعة تنتشر في جميع أنحاء البلاد للخروج من اليأس ولإبقاء الناس على قيد الحياة. وأصبحت هذه الأسواق هدفا لعديد من حملات القمع والقيود المفروضة ولكن خفت في وقت لاحق. وأصبحت هذه الأسواق المصدر الرئيسي للمال بالنسبة للغالبية العظمى من الأسر في كوريا الشمالية، مع ما يقرب من نصف الأسر تطالب بالتجارة الخاص بصفته المصدر الوحيد للمال. على الرغم من أن هذه الأرقام يصعب الحصول عليها في كوريا الشمالية حديدية، يعتقد الباحثون المرأة هي المعيل بنسبة 80-90٪ في المنازل.
وكان لهذا التغيير الدراماتيكي عواقب هائلة في هذا المجتمع الذكوري. فقد أصبحت النساء في جميع أنحاء البلاد، مخوله بقدراتها على صنع أموال جديدة، وأصبحت أقل طاعة لزوجها وبدأت بالسيطرة على الكثير من القرارات الأسرية. تشير العديد من النساء من كوريا الشمالية لأزواجهن ب «الجراء» أو «الحيوانات الأليفة»، لأنهم غير قادرين على فعل أي شيء مثمر ولكن لا تزال تجب عليهم العناية المنصوص عليها. تشكل النساء الآن حوالي ضعف ويتقاضون بقدر أكبر مما اعتاد الرجال تقاضيه برواتبهم.
ولكن مع هذا التغيير، واجهت المرأة في هذا البلد تزايد للعنف المنزلي. إجراء العلماء مسح للهاربين الكوريين الشماليين بادعاء أنهم لم يقوموا بعد بأجراء مقابلات مع النساء لم تشهد نوعا من العنف في المنزل. كانوا يعتقدون إن ذلك حدث بسبب انتقال السلطة الهائل  فيداخل بيوت الناس في جميع أنحاء البلاد. الذي سبب إحباط للرجال وذلك لافتقارهم بالوضع الجديد للسلطة.
وإن كان ذلك فمع العقبات الثقيلة، لا تزال المرأة الرائدة المسئولة عن العصيان المدني، وهذا حدث غير عادي في كوريا الشمالية. عندما تفرض قيودا جديدة على الأسواق، والمرأة ذات صوت مسموع وبارز في الاحتجاجات.
وقد أدت هذه التغييرات لتفضيل المرأة للانتظار لفترة أطول للزواج، أصبح الرجل مضطر لقبول هذه الأدوار التابعية له كزوج. نتج عن تغيير هذه السلطة في الحياة أمر آخر وهو في مرحلة الموت، حيث أصبح الرجال الآن يجبرون على التسول عند وفاة زوجاتهم، بدلا من العكس.

## تأثير وسائل الإعلام
تستعرض وسائل الإعلام الأدوار والقدوات النموذجية. كما وصفت الجريدة الرسمية بيونج يانج تايمز، في إحدى مقالاتها بشهر أغسطس 1991، المهنية كيم هوا سوك، وهي امرأة تخرجت من التعليم الإلزامي (المدرسة الإعدادية)، وقررت العمل في الحقول كمزارعة منتظمة في إحدى التعاونيات الواقعة في ضواحي بيونغ يانغ، وارتفعت وبشكل تدريجي إلى مواقع المسؤولية كما أصبحت مواهبها وإخلاصها معروفة. فبعد أن خدمت كرئيسة وقائدة للعمل الجماعي للشباب، التحقت بإحدى الجامعات. بعد تخرجها وأصبحت رئيسة مجلسها للإدارة التعاونية. وتم اختيار كيم أيضا كنائبة للجمعية الشعبية العليا.
وعلى الرغم من هذه الأمثلة، يبدو أن النساء لم تتحرر تماما. حيث أنه لا يزال  هناك تفضيل للأبناء على البنات. تفعل المرأة معظم الأعمال المنزلية وإن لم يكن جميعها ، بما في ذلك من تجهيز وجبة الصباح والمساء ، بالإضافة إلى العمل خارج المنزل؛ الكثير من مسؤوليات تربية الأطفال وحتى وهو في أيدي   "t'agaso(الحضانة (والنظام المدرسي. يعملن غالبية النساء في الصناعات الخفيفة، حيث أنهم يحصلون على رواتب أقل من نظرائهن من الرجال في الصناعات الثقيلة. في حالات المكتب، فمن المرجح أن تشارك في الوظائف القيادة منخفضة كالسكرتارية وغيرها. خفف على النساء بعض من واجباتهم المنزلية  وذلك من أجل لتتغير من تركيزهم البعيد عن وظائفهم. وتطورت صناعة المواد الغذائية إلى النقطة التي تمكن المرأة من شراء فقط والتقاط الطعام لأسرهم. لذلك، أصبح واحده من مهامها الرئيسية تعليم أطفالهم حول الشيوعية بناء على تجاربهم.
أدوار الجنس مختلفة، علاوة على ذلك، هي على الأرجح تؤكده الممارسة فصل البنين والبنات على المستويين  في المدرسة بالمراحل المتوسط والابتدائية والعليا. بعض جوانب المناهج المدرسية للبنين والبنات مختلفة أيضا على ما يبدو، وذلك بزيادة التركيز على التربية البدنية للبنين وفي الاقتصاد المنزلي للبنات. في النظام الجامعي لمدة أربع سنوات، لكن النساء تخصص في الطب والبيولوجيا، واللغات الأجنبية والأدب بشكل متعددة بصفة خاصة.

## الحرية الشخصية
النساء في كوريا الشمالية، مثلها مثل الرجل، تفرض عليهم قيود مشددة في الحياة اليومية: حرية التعبير، وحرية التنقل، وحقوق متماثلة مع رقابة مشددة من الدولة. حتى في القرارات الشخصية ليسوا أحرارا مثل تسريحات الشعر.

## الأهمية التاريخية
لعبت النساء كوريا الشمالية دورا مهما في المجتمع والسياسة، والاقتصاد، وخصوصا خلال القرنين ال20 وال21. ساهمت مساهمة كبيرة في المنظمات الاجتماعية والسياسية لتشكيل شيوعية كوريا الشمالية ولنشر المثل الاشتراكية للنظام. وقدمت المنظمات النسائية مثل الجامعة الاشتراكية للمرأة الكورية متنفسا للنساء للتعبير عن همومهم اليومية، ولتكون ناشطة تجاه القضية الشيوعي. وكانت المنظمات السياسية ومنظمات العمال المرأة بالغة الأهمية أساسي النجاح الثورة الكورية الشمالية – تميزت الثورة بمشاركة النساء)من خلال المنظمات (، وكذلك الرجال، خلافا لكثير من الثورات السياسية الأخرى في الغرب التي اعتمدت على مساندة الذكور. لأن الثورة سخرت الدعم من كلا الجنسين، كان تأثيره أكثر شمولا بشكل كبير، وعلى نطاق واسع، وأثرت على كل فرد من أفراد المجتمع بغض النظر عن الجنس. وذلك لم يمكن أن يكون ممكنا من دون مشاركة المرأة الكورية الشمالية.
بالإضافة إلى ذلك، النساء كوريا الشمالية هن بصدق أسياد المنزل. المجتمع الكوري التقليدي قصر عمل للمرأة  في داخل المنزل، والثورة الكورية الشمالية متشابكة بكون القيم التقليدية هي في طريقها للوصول للبطولة. لأن قوة المرأة كانت دائما في المنزل (قبل وأثناء العصر الحديث)، فقد كان بمثابة مركب الرئيسي للفكر في عدد السكان في كوريا الشمالية. كان دورها كأم مرة أخرى المصدر الرئيسي لنجاح النظام الشيوعي. بكونهم النساء اللواتي يلقن الأطفال ويديرون الأسرة الشيوعية مثالية (وفقا لما تمليه حكومة كوريا الشمالية.(في حين أن هذا مكانها الدائم هو المنزل فهذا التوجه قد يذهب ضد المثل الشيوعية كالمساواة بين الجنسين، وكما إن دور المرأة في التطور التاريخي للنظام هو شيء لا يمكن إنكاره.
اليوم، تمارس المرأة الكورية الشمالية أشكال جديدة من القوة، ولكن في وقت نفسه تم استبعادها من مواقع السلطة الحقيقية. على سبيل المثال، النساء كوريا الشمالية قادة الأسواق تحت الأرض (وغير المشروعة). يستخدم العديد من النساء أصحاب المشاريع، الإبداع وحسن التدبير لإعالة أسرهن أثناء أوقات الشدة الاقتصادية. غالبا ما تكون وسائل العمل الشيوعية التقليدية غير كافية للنساء اللواتي يحصلن على المال ويجلبن الطعام لعائلاتهم.في الوقت نفسه ، اكتسب بعض النساء القوة الاقتصادية،  بحيث ضعف تمثيل المرأة بشكل جسيم في المراتب العليا للسياسة. هناك عدد قليل جدا من القيادات النسائية في الحزب الشيوعي، بالرغم من مشاركتهم في الحياة السياسية اليومية. وعلى الرغم من أن قانون المساواة بين الجنسين لعام  1946 للدولة نص في المادة 2 على أن النساء كوريا الشمالية لديها نفس الحقوق التي يتمتع بها الرجال في التصويت وشغل المناصب السياسية، تمكن عدد قليل من النساء على اقتحام مكاتب أقوى.
مع مرور الوقت، حققت المرأة في كوريا الشمالية خطوات كبيرة نحو تحقيق المساواة. شهدت تلك المنظمات نجاحا مع تشريعات المساواة بين الجنسين، والمنظمات النسائية والأعمال الحرة الاقتصادية، وأكثر من ذلك. ومع ذلك، ضعف تقدمهم بشدة بسبب الإخفاقات الاقتصادية للبلد، واستمرار مثل الشوفينية (إبقاء النساء في المنزل، وتسليط الضوء على دور المرأة كأم، وما إلى ذلك.)بالرغم من هذه التحديات، لا تزال المرأة المهمة وإن لم تكن أساسية، وهي من المساهمين في تطوير الدولة الكورية الشمالية.

## الرياضة
يعد العدو النسائي بكوريا الشمالية واحد من أعلى الدول في العالم في الماراثون.